# Springdale (Arkansas)
Springdale er en by i den nordvestlige del af delstaten Arkansas i USA. Byen har 84.161(2020) indbyggere og er dermed den fjerdestørste by i Arkansas. Den ligger i de to amerikanske counties Washington County og Benton County.